# 황일근
황일근(黃一根, 1971년 4월 8일 ~ )은 대한민국의 제6대 서울특별시 서초구의원을 지냈다.

## 학력
- 1986.03 ~ 1989.02 낙동고등학교 졸업
- 1990.03 ~ 1997.02 부산대학교 항공우주공학 학사 졸업

## 경력
- 육군 병장 제대
- 경희대학교 경영대학원 총학생회 간부
- ㈜소너스브랜드어소시에이츠 브랜드전략 대표컨설턴트
- 부산대학교 재경청년동문회 BLUEGEN 사무장
- 한국산업단지공단
- 디자인진흥원 전문위원
- 노사모
- 김대중 선생님을 사랑하는 모임 회원
- 민주화운동기념사업회 회원
- 개인사업
- 국민참여당 서울시당 서초구 지역위원회 조직국장
- 국민참여당 서울시당 서초구 지역위원회 운영위원
- 2010.07 ~ 2014.06 제6대 서울특별시 서초구의회 의원
- 2010.07 ~ 2012.07 제6대 서울특별시 서초구의회 전반기 행정복지위원회 위원
- 2010.07 ~ 2012.07 제6대 서울특별시 서초구의회 전반기 예산결산특별위원회 위원
- 2012.07 ~ 2014.06 제6대 서울특별시 서초구의회 후반기 도시건설위원회 위원

## 수상
- 2013 농림축산식품부 장관 표창

## 역대 선거 결과
| 실시년도 | 선거      | 대수 | 직책   | 선거구                  | 정당       | 득표수   | 득표율          | 순위 | 당락 | 비고           |
| -------- | --------- | ---- | ------ | ----------------------- | ---------- | -------- | --------------- | ---- | ---- | -------------- |
| 2010년   | 지방 선거 | 6대  | 구의원 | 서울 서초구 (라 선거구) | 국민참여당 | 4,776 표 | \| \| 20.24% \| | 2위  |      | 초선, 민선 5기 |
|          | 20.24%    |      |        |                         |            |          |                 |      |      |                |